# Campeonato de España de Atletismo 2020
El C Campeonato de España de Atletismo, el campeonato del centenario, se disputó los días 12 y 13 de septiembre de 2020.
Debido a la pandemia de COVID-19 y con el fin de cumplir de forma estricta con las medidas sanitarias y de prevención, se disputó de forma excepcional en cuatro sedes diferentes y sin asistencia de público:
- Getafe (Polideportivo Juan de la Cierva): velocidad, vallas y relevos
- Madrid (Estadio de Vallehermoso): mediofondo, fondo, obstáculos, pértiga, pruebas combinadas y marcha
- Alcobendas (Polideportivo Municipal José Caballero): saltos (excepto pértiga)
- Madrid (Polideportivo Municipal de Moratalaz): lanzamientos

Junto a las pruebas individuales, se celebró el campeonato de España de relevos 4×100 y 4×400 por clubes, además de los campeonatos de pruebas combinadas (decatlón y heptatlón).

## Resultados

### Hombres
| Evento                          | | | |
| ------------------------------- | --- | --- | --- |
| 100 m (viento: +0,1 m/s)        | Pablo Montalvo A.D. Marathon 10"40                                                                                | Sergio Juárez Playas de Castellón 10"52                                                                             | Arnau Monné F.C. Barcelona 10"52                                                                                     |
| 200 m (viento: -1.2 m/s)        | Daniel Rodríguez Playas de Castellón 21"08                                                                        | Iván Piñero Bahía Algeciras 21"67                                                                                   | Jaime Sardinero Unicaja Jaén 21"71                                                                                   |
| 400 m                           | Bernat Erta F.C. Barcelona 46"19                                                                                  | Gen Esteban San Millán Real Sociedad 46"70                                                                          | Christian Iguacel At. Intec-Zoiti 46"70                                                                              |
| 800 m                           | Mariano García C.D. Nike Running 1'47"55                                                                          | Javier Mirón Alcampo Scorpio 71 1'47"76                                                                             | Álvaro de Arriba C.D. Nike Running 1'47"87                                                                           |
| 1500 m                          | Kevin López C.D. Nike Running 3'44"48                                                                             | Ignacio Fontes Playas de Castellón 3'44"96                                                                          | Jesús Gómez C.D. Nike Running 3'45"15                                                                                |
| 5000 m                          | Abdessamad Oukhelfen Playas de Castellón 13'47"26                                                                 | Ouassim Oumaiz Cueva de Nerja-UMA 13'48"08                                                                          | Fernando Carro C.D. Nike Running 13'49"88                                                                            |
| 110 m vallas (viento: -1.7 m/s) | Asier Martínez Grupompleo Pamplona At. 13"83                                                                      | Enrique Llopis C.A. Gandía 13"87                                                                                    | Luis Salort Go Fit Athletics 14"02                                                                                   |
| 400 m vallas                    | Javier Delgado F.C. Barcelona 50"59                                                                               | Iker Alfonso Grupompleo Pamplona At. 50"96                                                                          | Aleix Porras F.C. Barcelona 51"18                                                                                    |
| 3000 m obstáculos               | Fernando Carro C.D. Nike Running 8'30"31                                                                          | Daniel Arce New Balance Team 8'30"65                                                                                | Ibrahim Ezzaydouny F.C. Barcelona 8'32"10                                                                            |
| 10 000 m marcha                 | Álvaro Martín Playas de Castellón 41'42"59                                                                        | Mario Sillero Real Sociedad 42'34"26                                                                                | Luis Manuel Corchete Atletismo Torrevieja 42'43"52                                                                   |
| Salto de altura                 | Carlos Rojas Unicaja Jaén 2,26 m 2,00o / 2,05o / 2,10o / 2,15o / 2,17o / 2,21o / 2,23o / 2,26xo / 2,30xxx         | Xesc Tresens F.C. Barcelona 2,19 m 2,00o / 2,05o / 2,10o / 2,13ox / 2,15o / 2,17x- / 2,19o / 2,21x- / 2,23xx        | Alexis Sastre Playas de Castellón 2,13 m 2,00o / 2,05o / 2,10o / 2,13o / 2,15xxx                                     |
| Salto con pértiga               | Isidro Leyva Unicaja Jaén 5,46 m 4,96o / 5,11o / 5,21o / 5,36o / 5,46o / 5,51xxx                                  | Adrián Vallés Cueva de Nerja-UMA 5,36 m 5,21o / 5,36o / 5,46x- / 5,51xx                                             | Manel Miralles Playas de Castellón 5,21 m 4,81o / 4,96o / 5,11o / 5,21xxo / 5,31xxx                                  |
| Salto de longitud               | Javier Cobián Universidad Oviedo 7,79 m x / - / 6,61(-0.4) / - / 7,38(+0.2) / 7,79(+0.8)                          | Jean Marie Okutu F.C. Barcelona 7,78 m 7,32(0.0) / 7,78(+0.3) / 7,47(-0.2) / 7,54(-1.1) / 7,61(+0.4) / 7,74 (+1.5)  | Daniel Solís Playas de Castellón 7,52 m 7,50(+0.5) / 5,92(+0.2) / 7,45(-0.4) / 7,46(+0.3) / x / 7,52 (+1.0)          |
| Triple salto                    | Pablo Torrijos Playas de Castellón 16,88 m x / 16,03(+0.2) / 16,27(+0.2) / 16,56(-0.1) / x / 16,88(+0.3)          | Marcos Ruiz Playas de Castellón 16,60 m 15,88(0.0) / 16,04(+0.2) / 16,44(+0.1) / 15,99(0.0) / x / 16,60(0.0)        | Ramón Adalia A.A. Catalunya 16,33 m 15,53(+0.1) / x / 16,14(+0.3) / x / x / 16,33(+0.3)                              |
| Lanzamiento de peso             | Carlos Tobalina F.C. Barcelona 18,83 m 17,76 / 17,55 / 18,59 / x / 18,63 / 18,83                                  | José Ángel Pinedo C.A. Fent Camí Mislata 18,56 m 17,74 / 17,80 / 18,56 / 17,19 / x / x                              | Daniel Pardo A.D. Marathon 17,74 m 16,53 / 17,36 / x / x / 17,74 / 17,02                                             |
| Lanzamiento de disco            | Lois Maikel Martínez Playas de Castellón 60,02 m 60,02 / x / 56,65 / 57,36 / 57,33 / 58,35                        | José Lorenzo Hernández F.C. Barcelona 54,79 m 53,13 / x / 54,79 / 53,30 / x / x                                     | Yasiel Sotero Tenerife Cajacanarias 54,35 m x / 53,54 / x / 53,85 / 54,35 / x                                        |
| Lanzamiento de martillo         | Javier Cienfuegos Playas de Castellón 74,92 m 73,73 / 74,42 / 74,92 / 74,32 / 74,87 / 74,60                       | Alberto González Unicaja Jaén 68,82 m 68,46 / x / 68,82 / x / x / x                                                 | Pedro José Martín F.C. Barcelona 66,87 m 65,66 / x / x / x / x / 66,87                                               |
| Lanzamiento de jabalina         | Odei Jainaga Real Sociedad 83,51 m 75,51 / 77,92 / 75,81 / 77,27 / 76,15 / 83,51                                  | Nicolás Quijera Grupompleo Pamplona At. 79,80 m 75,70 / 71,54 / x / 73,60 / 73.34 / 79,80                           | Pablo Bugallo Playas de Castellón 69,56 m 69,56 / 67,37 / 65,54 / 61,51 / 61,05 / x                                  |
| Decatlón                        | Bruno Comín A.D. Marathon 7303 pts 11"19(+0.4)/7,15(+2.0)/12,49/1,97/50"34// 15"01(+0.6)/34,77/4,60/51,08/4'49"60 | Mario Arancón At. Numantino 7198 pts 11"38(+0.4)/6,85(-0.1)/14,00/1,85/52"76// 15"11(+0.6)/42,33/4,30/54,70/4'45"80 | Sergio Jornet UCAM-Cartagena 7132 pts 10"85(+0.4)/7,14(+1.4)/13,42/1,82/53"80// 14"82(+0.6)/37,29/4,20/52,21/4'47"95 |
| Relevos 4 × 100 m               | Playas de Castellón Daniel Rodríguez Sergio Juárez Mauro Triana Javier Martín 40"45                               | Grupompleo Pamplona At. Adei Montiel Pedro Cobo Asier Martínez Jorge Illarramendi 40"96                             | Cueva de Nerja-UMA Darío Bruzón José Mª Marvizón Jesús Gómez José Miguel Millán 40"98                                |
| Relevos 4 × 400 m               | Real Sociedad Adrián Rocandio Unai Mena Ibai Serrano Gen Esteban San Millán 3'12"55                               | C.A. Fent Camí Mislata Joan Albert Micó Alejandro Estévez Iñaki López Eliam Fernández 3'14"31                       | Atletismo Numantino Alberto Montero Pablo Fernández Saúl Martínez Manuel Olmedo 3'15"90                              |

### Mujeres
| Evento                          | | | |
| ------------------------------- | --- | --- | --- |
| 100 m (viento: -0.2 m/s)        | Paula Sevilla Playas de Castellón 11"52                                                                                  | Jaël Bestué F.C. Barcelona 11"61                                                                                | Estela García C.D. Nike Running 11"80                                                                           |
| 200 m (viento: -1.2 m/s)        | Jaël Bestué F.C. Barcelona 23"60                                                                                         | Paula Sevilla Playas de Castellón 23"67                                                                         | Esther Navero Playas de Castellón 24"59                                                                         |
| 400 m                           | Andrea Jiménez Playas de Castellón 53"64                                                                                 | Carmen Avilés Dep. Los Califas 54"32                                                                            | Elena Moreno Valencia C.A. 54"38                                                                                |
| 800 m                           | Esther Guerrero New Balance Team 2'06"23                                                                                 | Victoria Sauleda Independiente 2'06"71                                                                          | Daniela García Playas de Castellón 2'07"85                                                                      |
| 1500 m                          | Esther Guerrero New Balance Team 4'23"47                                                                                 | Solange Pereira Valencia C.A. 4'25"39                                                                           | Lucía Rodríguez C.D. Nike Running 4'26"98                                                                       |
| 5000 m                          | Marta Pérez C.A. Adidas 16'08"28                                                                                         | Maitane Melero Grupompleo Pamplona At. 16'13"56                                                                 | Carolina Robles F.C. Barcelona 16'15"38                                                                         |
| 100 m vallas (viento: -1.1 m/s) | Elba Parmo Alcampo Scorpio 71 13"68                                                                                      | Xènia Benach Cornellá At. 13"87                                                                                 | María Múgica Valencia C.A. 13"98                                                                                |
| 400 m vallas                    | Sara Gallego L'Hospitalet At. 57"17                                                                                      | Salma Paralluelo Playas de Castellón 57"56                                                                      | Nerea Bermejo Grupompleo Pamplona At. 57"86                                                                     |
| 3000 m obstáculos               | Irene Sánchez-Escribano C.A. Adidas 9'48"57                                                                              | Clara Viñaras Playas de Castellón 9'58"30                                                                       | Lidia Campo Playas de Castellón 10'18"90                                                                        |
| 10 000 m marcha                 | Antia Chamosa S.G. Pontevedra 48'35"20                                                                                   | Ainhoa Pinedo Independiente 48'49"43                                                                            | Marina Sillero At. Ianuarius Salamanca 49'10"72                                                                 |
| Salto de altura                 | Cristina Ferrando Playas de Castellón 1,87 m 1,66o / 1,70o / 1,74o / 1,78o / 1,81xo / 1,83o / 1,85xxo / 1,87xo / 1,90xxx | Saleta Fernández Valencia Esports 1,85 m 1,70o / 1,74o / 1,78o / 1,81o / 1,83o / 1,85xo / 1,87xxx               | Izaskun Turrillas Grupompleo Pamplona At. 1,81 m 1,62o / 1,66o / 1,70o / 1,74xo / 1,78o / 1,81o / 1,83xxx       |
| Salto con pértiga               | Andrea San José F.C. Barcelona 4,32 m 3,97o / 4,07o / 4,17o / 4,22o / 4,27o / 4,32o / 4,41xxx                            | Malen Ruiz de Azúa Valencia C.A. 4,22 m 3,97xo / 4,07xo / 4,17o / 4,22xo / 4,27x- / 4,32x- / 4,37x              | Ana Carrasco F.C. Barcelona 4,17 m 3,82o / 3,97o / 4,07o / 4,17xo / 4,22xxx                                     |
| Salto de longitud               | Juliet Itoya F.C. Barcelona 6,37 m x / 6,11(+0.2) / 6,37(+0.5) / 6,33(+0.5) / 5,95(-0,2) / x                             | Irati Mitxelena At. San Sebastián 6,26 m x / 6,11(+1.1) / 6,26(+0.2) / 6,11(+0.4) / x / 6,12(+0.2)              | Laila Lacuey Grupompleo Pamplona At. 6,23 m x / x / 5,96(+0.3) / 6,02(+0.3) / 6,00(+0.1) / 6,23(-0,1)           |
| Triple salto                    | Patricia Sarrapio Playas de Castellón 13,67 m 13,13(0.0) / x / 13,67(0.0) x / x / x                                      | Irati Mitxelena At. San Sebastián 13,09 m 12,91(+0.4) / 12,90(+0.4) / x 12,61(+0.7) / 12,95(+0.2) / 13,09(+0.5) | Osasere Eghosa Piélagos 12,98 m 12,40(+0.2) / 12,51(-0.1) / 12.83(-2.3) 12,98(+1.2) / 12,87(-1.2) / 12,86(+1.4) |
| Lanzamiento de peso             | Belén Toimil Playas de Castellón 16,20 m 14,78 / 16,18 / 15,80 / x / 16,20 / x                                           | Úrsula Ruiz Valencia C.A. 16,11 m 16,11 / x / x / x / 16,07 / x                                                 | Mónica Borraz A.D. Marathon 14,95 m 14,37 / x / x / x / 14,95 / x                                               |
| Lanzamiento de disco            | Paula Ferrándiz Playas de Castellón 50,64 m 47,40 / x / x / 49,51 / 50,64 / 49,39                                        | June Kintana Grupompleo Pamplona At. 49,73 m 47,15 / 47,69 / 48,65 / 49,40 / 49,68 / 49,73                      | Natalia Sáinz Enrique de Osso 48,12 m 43,58 / 41,79 / 48,12 / 44,96 / 44,83 / x                                 |
| Lanzamiento de martillo         | Laura Redondo F.C. Barcelona 68,12 m 67,05 / 68,12 / x / 65,65 / x / 65,09                                               | Berta Castells Valencia C.A. 64,75 m 64,75 / 62,40 / x / 64,13 / x / 62,10                                      | Osarumen Odeh Playas de Castellón 63,54 m 62,22 / 61,63 / 63,54 / 58,82 / x / x                                 |
| Lanzamiento de jabalina         | Arantza Moreno F.C. Barcelona 55,83 m 55,00 / 55,83 / 53,50 / 53,08 / 52,09 / 53,61                                      | Carmen Sánchez Unicaja Jaén 45,24 m x / 44,20 / x / 43,73 / x / 45,24                                           | Paula Rodríguez Valencia C.A. 44,36 m 41,29 / 44,36 / 43,55 / 42,57 / 40,90 / 43,73                             |
| Heptatlón                       | Claudia Conte Playas de Castellón 5891 pts 14"18(+0.6)/1,87/11,95/26"04(+0.1)// 5,96(+1.0)/42,92/2'17"41                 | Carmen Ramos Playas de Castellón 5804 pts 14"02(+0.6)/1,72/12,75/25"38(+0.1)// 5,70(-1.0)/44,98/2'17"08         | Patricia Ortega At. San Sebastián 5459 pts 13"97(+0.6)/1,69/11,37/25"39(+0.1)// 5,56(+1.7)/33,67/2'14"42        |
| Relevos 4 × 100 m               | Playas de Castellón África Radsma Esther Navero Paula Sevilla Bianca Acosta 45"91                                        | Grupompleo Pamplona At. Yaiza Sanz Nerea Bermejo Martina Wiafe Laila Lacuey 46"12                               | Las Celtíberas Olga Macías Wilvely Santana Mara Arranz Alba Lázaro 46"45                                        |
| Relevos 4 × 400 m               | Playas de Castellón Herminia Parra Salma Paralluelo Carla García Andrea Jiménez 3'45"36                                  | At. San Sebastián Sara Gómez Alazne Echebarría Irati Zurutuza Eliani Casi 3'48"78                               | Universidad León Sprint At. Alicia Recio Lucía Juan Clara Llamazares Ángela García 3'50"90                      |

## Récords batidos
| Tipo                      | Sexo    | Prueba                  | Marca    | Atleta          | Club                    |
| ------------------------- | ------- | ----------------------- | -------- | --------------- | ----------------------- |
| Récord de los Campeonatos | Hombres | Lanzamiento de jabalina | 79,80 m  | Nicolás Quijera | Grupompleo Pamplona At. |
| Récord de los Campeonatos | Hombres | Lanzamiento de jabalina | 83,51 m  | Odei Jainaga    | Real Sociedad           |
| Récord de los Campeonatos | Mujeres | Heptatlón               | 5891 pts | Claudia Conte   | Playas de Castellón     |